# Chapelle Saint-Barthélémy de Pleucadeuc
La Chapelle Saint-Barthélémy est située  au lieu-dit « Le Gorays», à Pleucadeuc dans le Morbihan.

## Historique
L'enclos de la chapelle porte la croix de Gorays